# Saint-Paul-en-Cornillon
Saint-Paul-en-Cornillon ist eine französische Gemeinde mit 1.348 Einwohnern (Stand: 1. Januar 2022) im Département Loire in der Region Auvergne-Rhône-Alpes. Die Gemeinde gehört zum Arrondissement Saint-Étienne und zum Kanton Firminy.

## Geografie
Saint-Paul-en-Cornillon liegt etwa 14 km südwestlich von Saint-Étienne an der Loire. Die Ondaine begrenzt die Gemeinde im Nordosten. Umgeben wird Saint-Paul-en-Cornillon von den Nachbargemeinden Caloire im Norden, Unieux im Osten und Nordosten, Fraisses im Osten und Südosten, Saint-Ferréol-d’Auroure im Süden, Aurec-sur-Loire im Süden und Südwesten sowie Saint-Maurice-en-Gourgois im Westen.

## Einwohnerentwicklung
| Jahr                       | 1962 | 1968 | 1975 | 1982 | 1990 | 1999 | 2006 | 2017 |
| Einwohner                  | 633  | 598  | 672  | 1045 | 1122 | 1304 | 1319 | 1364 |
| Quellen: Cassini und INSEE |      |      |      |      |      |      |      |      |

## Sehenswürdigkeiten
- Kirche Saint-Antoine
- Burganlage, ursprünglich aus dem 11. Jahrhundert, im 14. Jahrhundert wieder errichtet

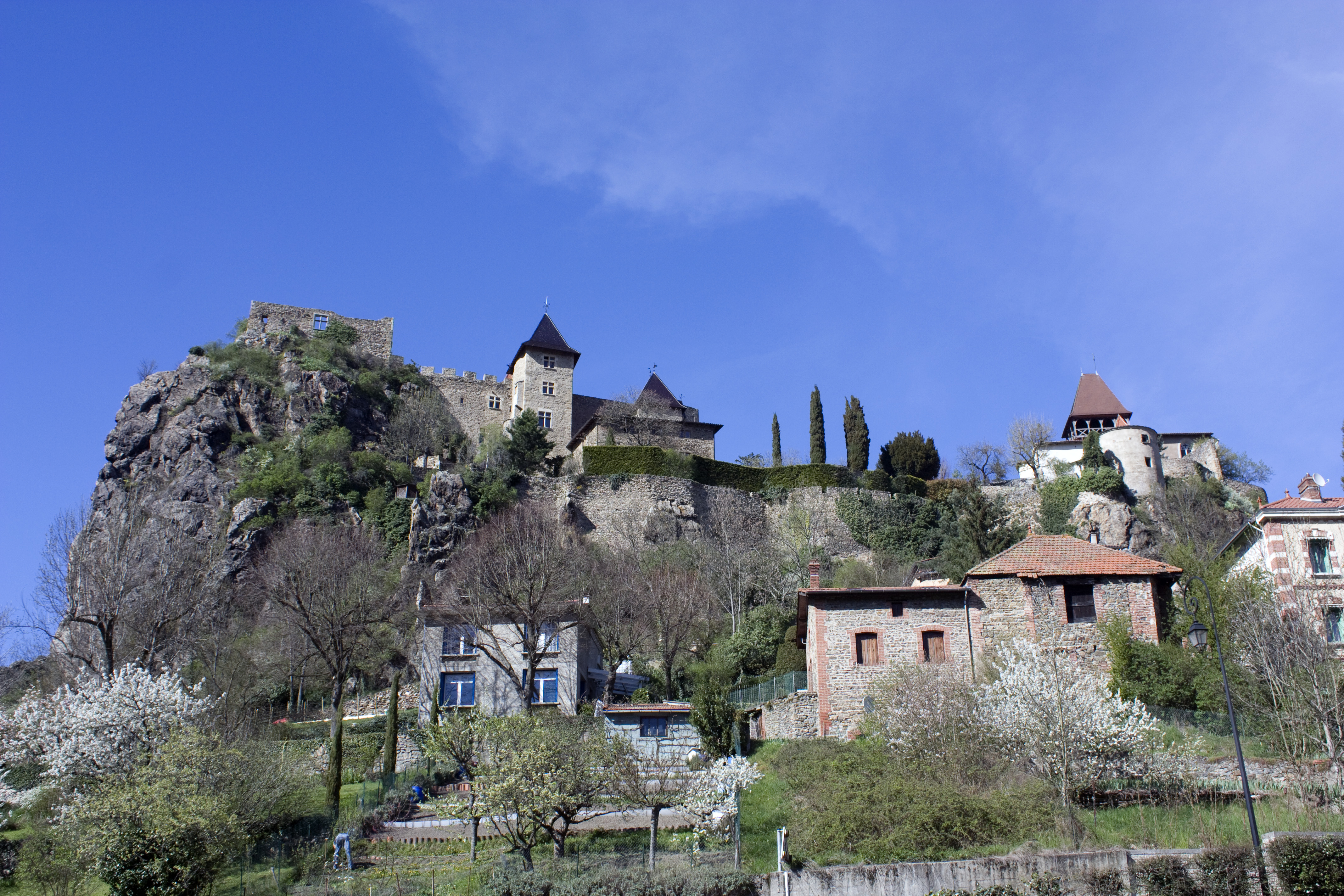
Ort mit der Burganlage

## Persönlichkeiten
- André Chapelon (1892–1978), Ingenieur

## Gemeindepartnerschaft
Mit der US-amerikanischen Gemeinde Sunset in Louisiana besteht seit 1984 eine Partnerschaft.